# Igrejas Reformadas Neerlandesas (1967-2023)
As Igrejas Reformadas Neerlandesas (IRN), em holandês Nederlands Gereformeerde Kerken, formaram uma denominação cristã reformada nos Países Baixos. A denominação foi constituída em 1967, por igrejas que se separaram das Igrejas Reformadas Libertadas.
Em 1 de maio de 2023, a denominação se fundiu com a denominação da qual se separou, revertendo o cisma após 56 anos de separação. A igrejas fundidas formaram uma nova denominação chamada Igrejas Reformadas Neerlandesas (Nederlandse Gereformeerde Kerken).

## História

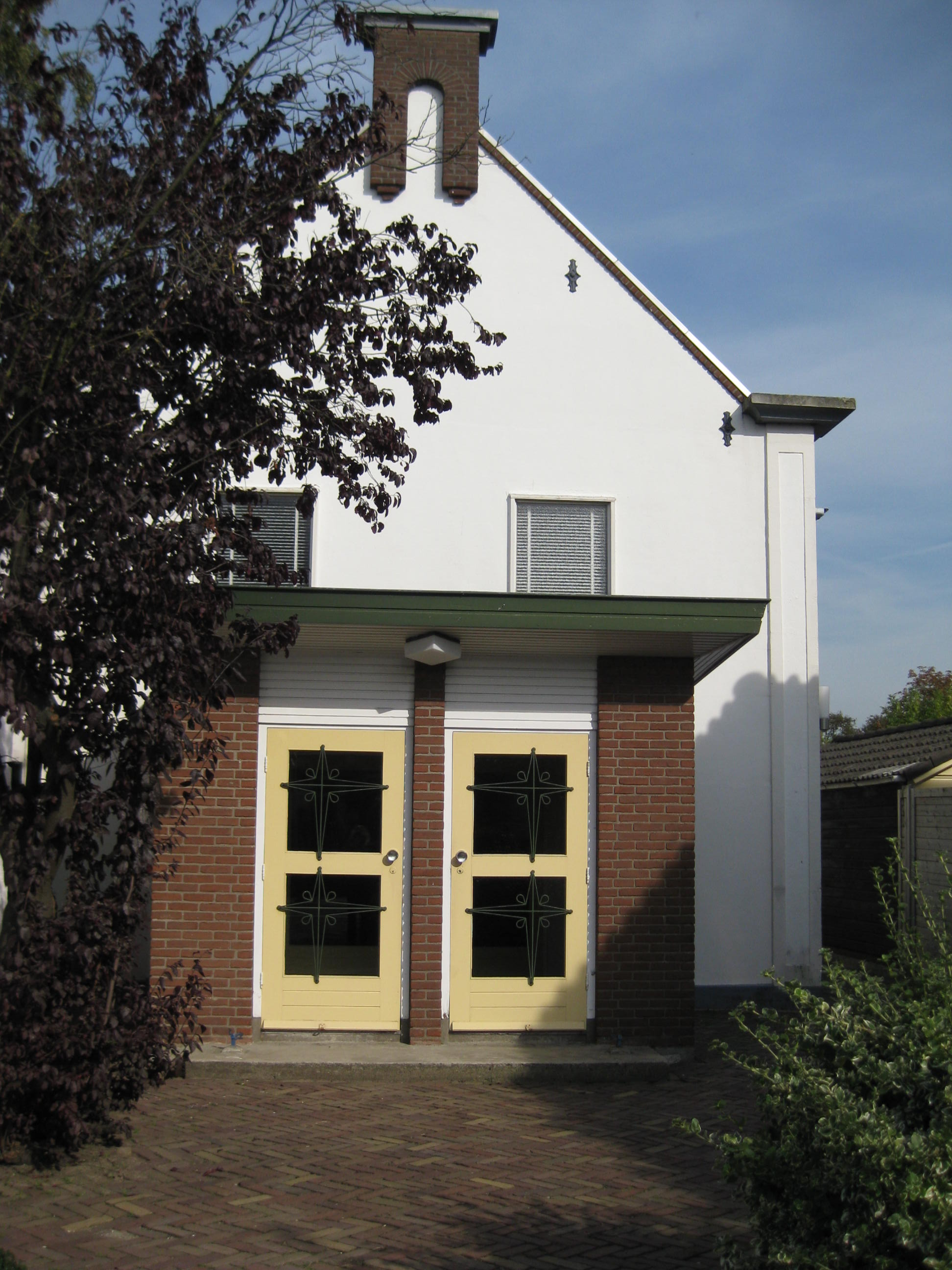
Igreja Reformada Neerlandesa em Oostzaan.

No início do século XX, surgiram discordâncias dentro das Igrejas Reformadas na Holanda sobre a visão da Teologia da Aliança de Abraham Kuyper, de forma que vários pastores discordavam da mesma. 
Esta disputa veio à tona durante a Segunda Guerra Mundial, quando o Sínodo Geral decidiu em favor da visão de Kuyper que, essencialmente, questionava a inclusão dos filhos dos crentes no Pacto. Muitos teólogos e pastores não concordaram com esta decisão, alegando que ela contrariava os fatos simples das Escrituras, e tentaram recorrer da decisão.
O Sínodo Geral reforçou esta visão estritamente, exigindo, entre outros, que os novos licenciados (recém-formados do Seminário Teológico) que procurassem subscrever o ponto de vista Kuyperiano. Os manifestantes também alegaram que o Sínodo Geral estava abusando de sua autoridade funcional, permanecendo por mais tempo do que os três anos permitidos pela legislação da Ordem Igreja. 
Em 1944 muitos pastores e teólogos que se opunham a visão de Abraham Kuyper foram excomungados pelo Sínodo Geral. Assim sendo, um grande número de congregações locais separaram-se das Igrejas Reformadas na Holanda, lideradas pelo Prof. Dr. Klaas Schilder entre outros, para formar sua própria denominação, as Igrejas Reformadas (Liberadas). Este evento foi chamado de Libertação (Vrijmaking). Desde então não houve tentativas sérias de reconciliação por nenhum dos dois lados.
Em 1967 uma nova controvérsia surgiu acerca da exclusividade das Igrejas Reformadas Liberadas (IRL), como igreja cristã verdadeira na Holanda. A denominação decidiu que as IRL eram as únicas igrejas cristãs verdadeiras no país, razão pela qual muitos membros deixaram a denominação. 
No mesmo ano, estes membros constituíram as Igrejas Reformadas Neerlandesas (IRN).
Nas décadas seguintes, todavia, as IRL mudam seu posicionamento, passando a reconhecer a existência de outras igrejas verdadeiramente cristãs nos Países Baixos. Isso levou a reaproximação entre as IRL e as IRN. Em 2017, as duas denominação começaram a negociar uma fusão. Em 2021, foi decidido por ambas as igrejas que a fusão ocorrera em 2023. Em 1 de maio desde ano, a fusão aconteceu, dando origem a uma nova denominação chamada Igrejas Reformadas Neerlandesas (Nederlandse Gereformeerde Kerken).

## Estatísticas
| Ano  | Membros |
| ---- | ------- |
| 1970 | 27.738  |
| 1990 | 29.624  |
| 2004 | 31.590  |
| 2011 | 33.030  |
| 2016 | 32.925  |
| 2020 | 32.898  |

A denominação cresceu continua e lentamente entre 1970 e 2011, quando atingiu o pico de 33.030 membros. Desde então, a denominação entrou em declínio.
Sua última estatística disponível antes da fusão, de 2020, atestava que era formada por 32.898 membros.

## Doutrina
A denominação era reformada continental e calvinista.  Subscrevia o Credo dos Apóstolos, o Credo Niceno e o Credo de Atanásio, bem como os Padrões da Unidade: a Confissão Belga, o Catecismo de Heidelberg e os Cânones de Dort. Além disso, permitia a ordenação de mulheres.